# Tran Howell
Tran Howell (ur. 27 marca 1988 w Los Angeles) – amerykański lekkoatleta, sprinter.
Wielokrotny mistrz NCAA w sztafecie 4 x 400 metrów.

## Rekordy życiowe
- Bieg na 200 metrów – 20,39 (2011)
- Bieg na 400 metrów – 46,06 (2010)